# テナーギター

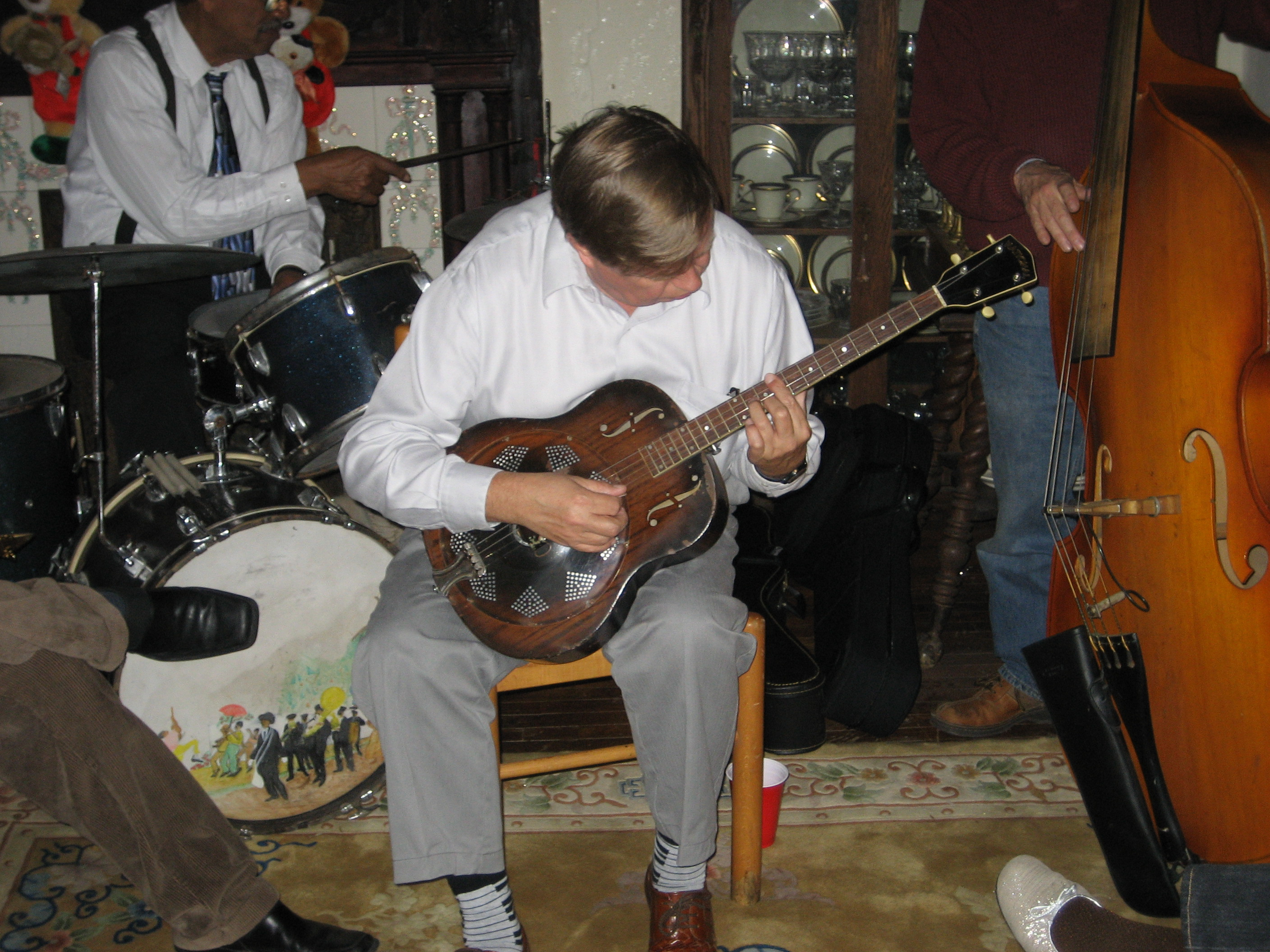
4弦のテナーギターを演奏する

テナーギター (Tenor Guitar)とは、ギターの一種であり、通常のギターと同じ形をしており、弦が4本で、アコースティック・アンサンブルのなかで高音パートを担う楽器である。

## 構造
基本的に通常のギターと同じ形をしており、エレクトリック・モデルやアコースティック・モデル、副弦を持った8弦モデルもある。
テナーギターの一般的なスケール（ナットからブリッジまでの長さ）は23インチである。

## チューニング
テナーギターは通常、4弦のテナー・バンジョーやヴィオラと同じチューニングの「C-G-D-A」が使用される。しかし、ギター・チューニングやシカゴ・チューニングと呼ばれる「D-G-B-E」、オクターブ・マンドリン・チューニングと呼ばれる「G-D-A-E」が使用されることもある。

## その他
1927年にアメリカのギターメーカーマーティンが開発し、発売されたモデルである。